# Valborg Anderzon
Valborg Elvira Maria Anderzon, född 17 augusti 1938 i Flens församling, är en svensk jurist som varit direktör vid försäkringsbolaget Skandia.
Hon studerade vid Stockholms högskola 1957–1958, och började därefter arbeta vid Överståthållarämbetet.
1959 gick hon över till Skandia där hon inledningsvis arbetade med industriförsäkringar. Hon blev personalassistent 1963 och biträdande personalchef 1970, samtidigt som hon studerade juridik på kvällstid och tog jur. kand-examen 1974. Samma år blev hon personalchef. Hon gick sedan kurser vid Institutet för Företagsledning 1978 och 1988 samt vid IMI 1983. Hon blev en del av koncernstaben 1982 och chef för koncernenhetens personal 1987.  Hon blev direktör för personalenheten 1988, och var vid denna tid den enda kvinnan i Skandias ledning.
Anderzon har varit medlem European Women's Management Development International Network, och i IMI Local Chapter. Hon har varit vice ordförande i Yrkeskvinnornas Klubb Stockholm. Hon kandiderade 1994 för moderaterna i Sollentuna till kommunfullmäktige, och har varit ledamot i taxeringsnämnd.
Valborg Anderzon är dotter till Walfrid Lindskog och Agnes, född Larsson. Hon gifte sig 1958 med Ingvar Anderzon, född 1928.